# 宋克 (明朝)

宋克绘《万竹图》（美国弗利尔美术馆藏）

宋克（1327年—1387年），字仲溫，號南宮生，江浙平江路長洲縣人，明朝書法家。
家境富裕，好施錢財，嗜酒好賭。洪武年間，曾官鳳翔府同知。宋克工於書法，以章草最著名，深得鍾繇、王羲之之妙。吴宽评價曰：“书出魏晋，深得鍾王之法，故笔精墨妙，而风度翩翮可爱……仲温书索靖草书势，盖得其妙而无愧于靖者也。”與宋廣、宋璲並稱“三宋”。代表作有《章草急就章卷》、《杜甫壮游诗》。今有《万竹图》传世。